# خاک‌انداز

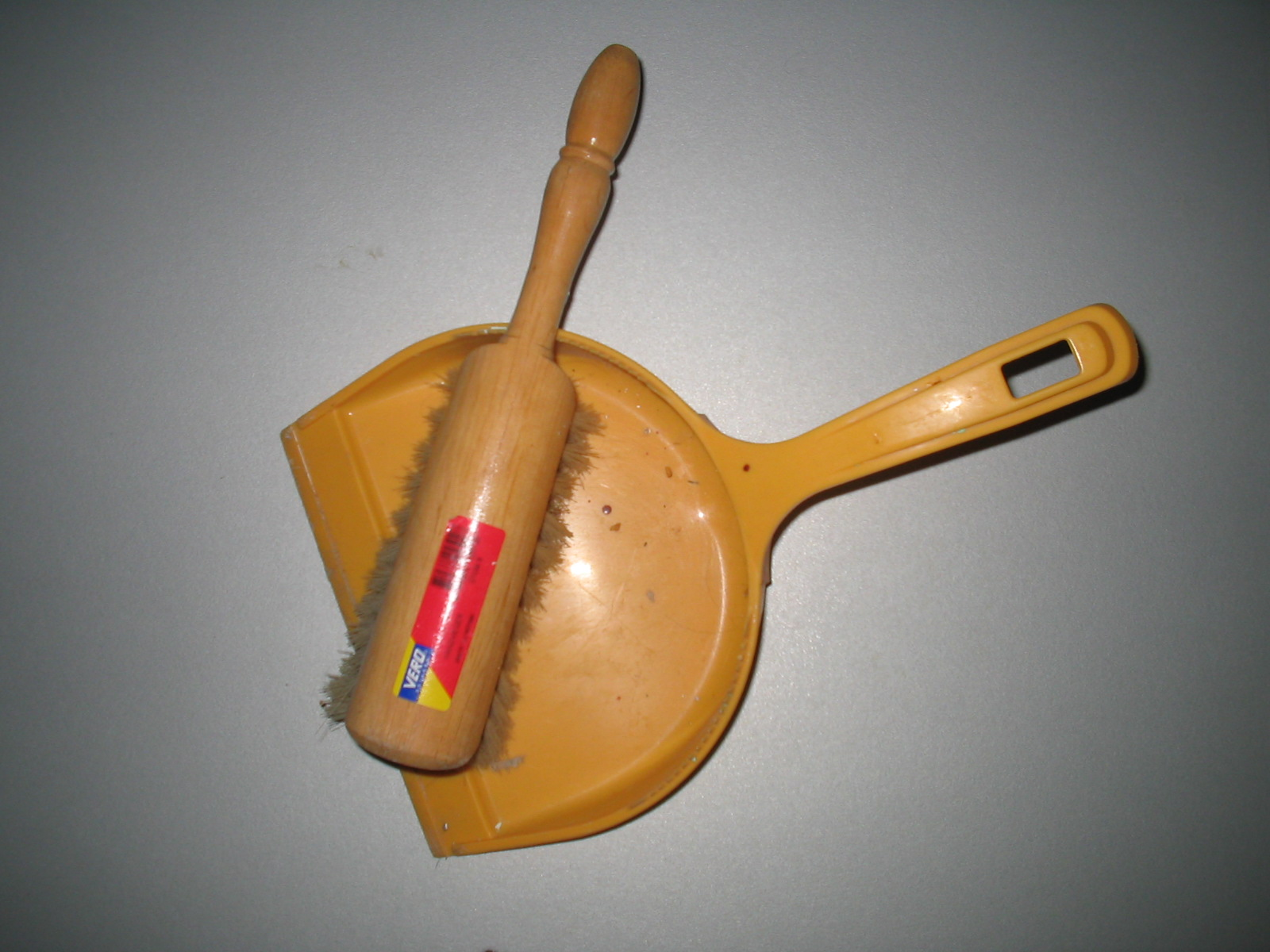
خاک انداز

خاک‌انداز وسیله‌ای است که خاک‌های جمع‌آوری شده توسط جاروی دستی را به کمک آن از محل جمع‌آوری می‌نمایند.
در فرهنگ فارسی معین آمده است: بیلچه ای دارای دسته کوتاه که از فلز یا پلاستیک سازند و با آن آشغال و غیره را به کمک جارو جمع کنند.